# Johann Gotthilf Jänichen
Johann Gotthilf Jänichen, in den Musikquellen ohne Vornamen Jaenichen, auch Jenichen (* 23. November 1701 Halle; † 1741) war „Geheimter Secretarius“ am Hof des Markgrafen Christian Ludwig von Brandenburg-Schwedt in Berlin. Er galt als „guter Musicus sonderlich im Clavier-Spielen“. Seit dem Doppeljubiläum von Wilhelmine von Bayreuth 2008/2009 wird er von Sabine Henze-Döhring als Autor des Cembalokonzerts in g-Moll angesehen, das unter dem Namen der Bayreuther Markgräfin bekannt wurde.

## Leben
Johann Gotthilf Jänichen war der Sohn des Hallenser Pädagogen Johann Jänichen, der mit Lieddichtungen bekannt wurde. Neben seinem Amt als Sekretär am Hof des Markgrafen Christian Ludwig, des jüngsten Bruders des preußischen Königs Friedrich I., das er 1729 antrat, wirkte er in Berlin als Cembalist und Komponist. Sein Name erscheint nicht in der (einzig bekannten) Liste der Hofmusiker Christian Ludwigs. Georg Philipp Telemann verzeichnete einen „Jenichen in Berlin“ in seiner von ihm selbst gestochenen „Musique de table“ (Druck 1733) als Subskribenten. Nach dem Tod des Markgrafen im Jahre 1734 erhielt Jänichen nachweislich 1736 und 1737 aus dessen „Erbschafts-Casse“ ein Gnadengehalt.
Sowohl Jänichen als auch die acht Jahre jüngere preußische Prinzessin Wilhelmine waren anerkannt gute Cembalo-Spieler. Im Berliner Schloss, wo Wilhelmines Großonkel Christian Ludwig von Brandenburg (1677–1734), Jänichens Dienstherr, seine Kapelle hielt, könnten er und Wilhelmine sich begegnet sein.

## Ihm bisher zugeschriebene Werke
Ein Autograph von Jaenichen/Jenichen – beide Schreibweisen im gedruckten Breitkopf-Katalog 1763 – wurde bisher nicht bekannt.
Folgende Abschriften wurden ihm zugewiesen:
- Teutsche Arien, Sammelhandschrift, darin die Sopranarien: „Hoheit kann am besten prangen“, „Hier siehst du, Prinz, zu deiner Freude“, „Nichts ist schöner auf der Erden“, „Brich die Palmen Fürst der Brennen“. Landesbibliothek Mecklenburg-Vorpommern Schwerin, Musikaliensammlung, Mus. 4716
- Concerto (F-Dur) für unbegleitetes Cembalo (im Breitkopf-Katalog 1763 unter Jaenichen als Sonata angegeben), MS: Staatsbibliothek zu Berlin unter „Concerto di Mons. Jaenichen“, Musikabteilung, Mus.ms. 30382.[10] Im RISM auch Johann Gottlieb Janitsch, verschiedentlich auch „Händel“ oder „Heinichen“ zugeordnet.
- Concerto (g-Moll) à Cembalo Concertato, 2 Violini Viola e Basso, Klassik Stiftung Weimar, Herzogin-Anna-Amalia-Bibliothek, Signatur Mus. IIIc: 120, Mikrofilm M 1236. Vor Jaenichen „Foerster“ (gestrichen) zugewiesen.
- Im Breitkopf-Katalog 1763 Incipit des Konzerts unter „Jenichen“.
  - Dasselbe Konzert (gekürzte Fassung, fehlende Cembalostimme) liegt in der Herzog August Bibliothek Wolfenbüttel (HAB-Katalog von 1890 unter „Friederike Sophie Wilhelmine“) in der Handschrift eines bei RISM nachgewiesenen Kopisten vom Bayreuther Hof als Werk „di Wilhelmine“.
  - Dasselbe Konzert (= fehlende Klavierstimme?) wurde von Arnold Schering in der HAB unter „Markgräfin Wilhelmine-Sophie von Brandenburg-Kulmbach“ registriert als „unbegleitetes g Moll-Konzert“ mit den Sätzen „Allegro-Cantabile-Gavotte I, II“[11]

## Johann Gotthilf oder Stephan Jänichen?
Alle Noten-Handschriften unter „Jaenichen“ (alle mit „ae“) sind ohne Vornamen überliefert, deshalb könnte mit diesem Familiennamen theoretisch Stephan Jänichen gemeint sein, der bei der sächsischen Kurfürstin Christiane Eberhardine von Brandenburg-Bayreuth, Gattin Augusts des Starken und Königin von Polen, als „Kammermusikus“ engagiert war. Er starb 1726 in deren Residenzort Pretzsch, wo er begraben ist. Auf seinem Grabstein wird er „ein Maitre der Musik […]“ genannt. Weder für Johann Gotthilf noch für Stephan Jänichen ist die Bezeichnung „Komponist“ überliefert.

## Cembalokonzerte
Jänichen, Cembalist in der Kapelle des Markgrafen Christian Ludwig von Brandenburg-Schwedt, dem die Brandenburgischen Konzerte von Johann Sebastian Bach 1721 gewidmet wurden, könnte diese gekannt haben, obwohl er erst viel später (1729) an Christian Ludwigs Hof kam. Nach Rashid-S. Pegahs Studie (S. 120) wurde Jänichen von Kronprinz Friedrich als „Hausangestellter“ Christian Ludwigs bezeichnet.
Ein Blick auf das 5. Brandenburgische Konzert: dort findet sich ein Cembalo unter den Soloinstrumenten, ein „Präzedenzfall“ für die Konzerte für ein oder mehrere Cembali, mit denen Bach zur Vorrangstellung Deutschlands auf dem Gebiet des Cembalokonzerts beitrug. Zur Vorgeschichte des 5. Brandenburgischen Konzerts könnte neben einer 1716 erschienenen Serie von „sechs Concerten aufs Clavier“ von Christian Ernst Rolle ein Cembalokonzert in F-Dur von Jänichen gehören.
Das 1. Brandenburgische Konzert beginnt mit einer ähnlichen aufsteigenden Figur wie das seit 2009 Jänichen zugeschriebene Cembalokonzert in g-Moll, wobei letzteres einen größeren Umfang aufweist, Dezime statt Oktav. Später wurden solche aufsteigenden Tonfolgen nach der berühmten Kapelle in Mannheim als Mannheimer Rakete bezeichnet. Während die Ritornellform des Kopfsatzes typisch für frühe Solokonzerte ist, verweist die Satzfolge mit Schlusssatz aus Gavotte 1, Gavotte 2 und Wiederholung der ersten Gavotte auf Orchestersuiten. Für Arnold Schering ist die Anreicherung des unbegleiteten Cembalokonzerts mit beliebten Suitensätzen in den 1730er Jahren eine Konzession an den Modegeschmack der Dilettanten.
Speziell zum hier diskutierten Cembalokonzert g-Moll, 1. Satz: Dessen, nach Meinung Sabine Henze-Döhrings im Gegensatz zu Vivaldi wenig scharfe Trennung von Tutti- und Solopassagen erinnere an das Gruppenkonzert, was für eine Entstehungszeit „deutlich vor 1734“ spräche, dem von der Herausgeberin vermuteten Entstehungsjahr. Laut Rashid-S. Pegah übernahm Jänichen den dritten Satz – Gavotte I – aus dem Orgelkonzert in g-Moll op. 4/3 von Georg Friedrich Händel (veröffentlicht 1738 in London). Irene Hegen bringt diese „Anklänge an den letzten Satz von Händels“ drittem Orgelkonzert mit einer Favorisierung Händels durch Wilhelmines Onkel Christian Ludwig von Brandenburg (1677–1734) in Verbindung, der seine Kapelle seit 1714, dem Regierungsbeginn Friedrich Wilhelms I. von Preußen, im Berliner Stadtschloss hielt. Dieser Schlusssatz, Gavotte, mit der folgenden für unbegleitetes Cembalo gesetzten Gavotte II ist gemäß Christoph Henzel in Die Musik in Geschichte und Gegenwart in diesem Rahmen ungewöhnlich.
Über den langsamen Satz in der Mitte, Cantabile – Cembalo abweichend Andante –, schreibt Hegen, dass er „als Zentrum des Werkes angelegt“ sei, „liedhafte Teile mit virtuos-elegischen Belcantofiguren“ vereine und dass seine „harmonisch ausgeklügelten, subtilen“ Begleitfiguren für eine Solo-Violine an die „berühmten Modulationskünste von Silvius Leopold Weiss (1686–1750), Wilhelmines Lautenlehrer“ erinnerten. Für Ruth Müller-Lindenberg scheinen manche Passagen für einen Lautenzug prädestiniert zu sein. Die Melodie, mit der der Satz anhebt, lebe „schon vom Geist der Empfindsamkeit“ mit einer rein harmonisch dienenden Bassstimme und einer Oberstimme, die sich aufschwinge, Zieltöne umspiele und Sextsprünge aufweise, ferner gebe es „‚galante‘ Triolierungen und Diminutionen“. In der formalen Disposition verrate der Satz mit einem Ritornell als Rahmen für zwei sehr unterschiedliche Solo-Episoden „ideenreichen Gestaltungswillen“. Wie in den anderen Sätzen bemängelt sie aber kompositorische Defizite und schließt damit, dass man, um dem Stück gerecht zu werden, die Funktion berücksichtigen sollte, „bei einer Feierlichkeit kurz und effektvoll auf[zu]rauschen“.
Bis 2009 galt das Stück als Werk der Markgräfin Wilhelmine („di Wilhelmine“). Obwohl von einem Bayreuther Hofkopisten kopiert, ist dies für Sabine Henze-Döhring kein zwingender Grund, von der Autorschaft der Markgräfin auszugehen, da sie den Zusatz „di Wilhelmine“ einer fremden Hand zuordnet und da Wilhelmines gedruckte Libretti mit Adelsprädikat versehen sowie die von ihr komponierten Cavatinen aus der Festa teatrale L’Huomo vom Hofkomponisten mit „Altezza serenissima“ signiert sind. Den Eintrag des Konzerts im Breitkopf-Katalog 1763 unter „Jenichen“ wertet Henze-Döhring als Bestätigung ihrer These, Johann Gotthilf Jänichen sei der Verfasser. Die These stützt sich auf die oben wiedergegebene stilistische Untersuchung: Wilhelmine schätzte Konzerte von Johann Joachim Quantz und Christoph Schaffrath, die stilistisch einer späteren Entwicklungsstufe als das Cembalokonzert g-moll angehören (es ist keines dieser Konzerte aus Wilhelmines Kenntnisbereich bekannt). Schaffraths Konzerte für Tasteninstrumente folgen Vivaldis Modell mit klar getrennten Tutti- und Solo-Abschnitten.
Die zu Wilhelmines Zeit am Bayreuther Hof entstandenen Konzerte von Adam Falckenhagen und Paul Charles Durant (wie auch der deutschen Zeitgenossen Georg Philipp Telemann und Georg Friedrich Händel) haben wie das Concerto à Cembalo in g-Moll ein eigenes, von der italienischen Konzertmode sich abhebendes Gesicht.
Henze-Döhrings Zuschreibung an Johann Gotthilf Jänichen wurde von Rashid S. Pegah als „überzeugend nachgewiesen“ bezeichnet.